# 山県インターチェンジ
山県インターチェンジ（やまがたインターチェンジ）は、岐阜県山県市にある東海環状自動車道のインターチェンジである。
2020年（令和2年）3月20日に供用開始。2023年（令和5年）4月18日よりETC専用料金所に変更されたため、ETC車載器を搭載していない車両は利用できなくなった。

## 歴史
- 2019年（令和元年）10月24日 : IC名称が「高富IC（仮称）」から「山県IC」に正式決定[5]。
- 2020年（令和2年）3月20日 : 関広見IC - 山県IC間の開通に伴い、供用開始[3]。
- 2023年（令和5年）4月18日 : 料金所がETC専用になる[4]。
- 2025年（令和7年）4月6日 : 山県IC - 本巣IC間が開通[6]。

## 周辺
- 山県市役所
- 鳥羽川
- 山県バスターミナル（山県ばすけっと）
- 山県市立富岡小学校
- ザ・ビッグエクストラ 山県店
- 岐阜県警察山県警察署

## 接続する道路
- 国道256号（高富バイパス）

## 料金所
- ブース数 : 4

標準的なレーン運用であり、メンテナンス等により実際のレーン運用とは異なる場合がある（2025年4月8日現在）。

### 入口
- ブース数 : 2
  - ETC / サポート : 1
  - ETC専用 : 1

### 出口
- ブース数 : 2
  - ETC専用 : 1
  - ETC / サポート : 1

## 隣
C3 東海環状自動車道
(11)関広見IC - (11-1)岐阜三輪PA/スマートIC - (12)山県IC - (13)岐阜IC